# Jaume Campabadal i Farré
Jaume Campabadal i Farré (Artesa de Segre, 1 de juliol de 1944) és un polític català. Fou batlle d'Artesa de Segre entre 1991 i 2003 i president d'Esquerra Republicana de Catalunya entre 1995 i 1996. També fou membre del Consell Comarcal de la Noguera i de l'executiva de la Federació de Municipis de Catalunya.